# 安娜·菲利普
安娜·菲利普（2011年2月11日—）是美國的藝術體操選手。她代表美國參加國際賽事。

## 生平
菲利普在2023年塔圖舉行的情人節小姐比賽中首次亮相國際賽場，並在2011年出生的青少年組絲帶比賽中獲得金牌。
她成為青少年選手，與約瑟芬·韋伯一起參加阿芙羅狄蒂杯，並在2011年出生的年齡組獲得銅牌。她參加了塔什干舉行的閃亮之星國際錦標賽，以及呼拉圈銅牌。菁英資格賽中，她獲得青少年組銅牌。